# FS ALe 880

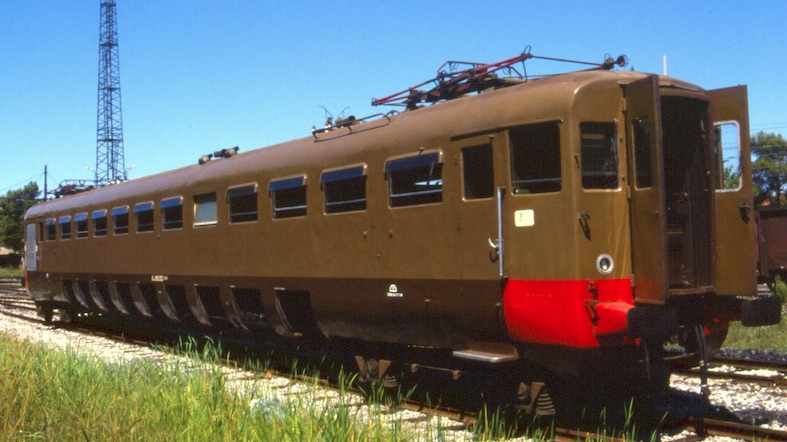
ALe 880.003 mit geraden Stirnwänden und geöffneter Stirnwandtüren

Die Triebwagen der Baureihen ALe 880 der italienischen Ferrovie dello Stato (FS) waren leichte vor dem Zweiten Weltkrieg gebaute Elektrotriebwagen, die anfänglich für Schnellzüge eingesetzt wurden, später aber vor allem im Regionalverkehr anzutreffen waren. Die 100 Fahrzeuge wurden Ende der 1930er Jahre in mehreren Serien gebaut. Weitere ALe 880 entstanden durch Umbau von ALe 790 und des ALe 184. Die Wagenkasten der Triebwagen gab es in zwei verschiedenen Ausführungen: einmal mit beidseitig geraden Stirnwänden oder einmal in einer asymmetrischen Ausführung mit gerader Stirnwand auf einer Seite und aerodynamischer Viperkopfform auf der anderen Seite.

## Geschichte
Die Triebwagen basieren auf den 1938 gelieferten ALe 790, hatten aber nur Sitzplätze 3. Klasse. Sie wurden in mehreren Serien von den Herstellern Fiat, Officine Meccaniche (OM), Ansaldo, Società Nazionale Officine di Savigliano und Breda gebaut. Die Fahrzeuge von Fiat hatten elektrische Ausrüstungen von Marelli, die von OM solche von Compagnia Generale di Elettricità (CGE). Die Wagen von Fiat hatten genietete Wagenkasten aus Aluminium, die äußerlich an den über den Nieten angebrachten Abdeckprofilen zu erkennen waren. Alle anderen Hersteller verwendeten geschweißte Stahlwagenkasten, die außen vollständig glatt waren.
Der Hauptunterschied zwischen den Serien waren aber die verschiedenen Kopfformen. Während die Triebwagen bis zur Nummer 034 mit beidseitig geraden Stirnwänden und Personenübergängen ausgerüstet waren, erhielten die Wagen ab der Nummer 035 einseitig eine aerodynamische Kopfform, die an den Kopf einer Viper erinnerte.
Die Ablieferung der Triebwagen erfolgte in den Jahren 1938 bis 1940. Einige wurden noch vor der Ablieferung durch Kampfhandlungen während des Zweiten Weltkriegs zerstört, andere schwer beschädigt. Nach dem Krieg wurden sie möglichst schnell repariert und der Einfachheit halber mit Holzbänken ausgerüstet.
| Nummern         | Anzahl | Hersteller | Wagenkasten                                 |
| --------------- | ------ | ---------- | ------------------------------------------- |
| ALe 880.001–010 | 10     | OM         | zwei gerade Stirnfronten                    |
| ALe 880.011–024 | 14     | Ansaldo    | zwei gerade Stirnfronten                    |
| ALe 880.025–034 | 10     | Savigliano | zwei gerade Stirnfronten                    |
| ALe 880.035–047 | 13     | Savigliano | asymmetrisch mit Vipernkopf auf einer Seite |
| ALe 880.048–061 | 14     | OM         | asymmetrisch mit Vipernkopf auf einer Seite |
| ALe 880.062–069 | 8      | Breda      | asymmetrisch mit Vipernkopf auf einer Seite |
| ALe 880.070–090 | 21     | Fiat 1)    | asymmetrisch mit Vipernkopf auf einer Seite |
| ALe 880.091–102 | 12 2)  | Ansaldo    | asymmetrisch mit Vipernkopf auf einer Seite |
| Total           | 102    |            |                                             |

1) genietete Wagenkasten aus Aluminium

2) Ansaldo lieferte nur 10 Einheiten, die Nummern 101 und 102 wurden im Krieg im Werk zerstört

## Einsatz
Die Triebwagen wurden anfangs für Schnellzüge eingesetzt, die aus einem oder mehreren Triebwagen bestanden. Mehr als vier Einheiten wurden selten eingesetzt, da diese Dienste von Elektrotriebzügen oder lokbespannten übernommen wurden. Die Triebwagen verkehrten selten als Einzelfahrzeuge, sie waren meist mit einem Beiwagen Le 640 oder in einer Komposition mit zwei Triebwagen am Ende und dazwischen ein bis zwei Le 640 unterwegs, es gab aber auch Züge die aus zwei bis drei Triebwagen bestanden. Für die mittleren Triebwagen wurden Fahrzeuge mit glatten Stirnwänden gewählt, damit der Durchgang durch den ganzen Zug möglich war.
Die Fahrzeuge wurden bis Ende der 1980er Jahre eingesetzt. Sie verkehrten dank der geringen Achslast fast auf dem ganzen Streckennetz Italiens und wurden von den FS auch an verschiedene Bahnen, wie die Ferrovie Nord Milano, die Ferrovia Casentinese oder die Ferrovia Cancello–Benevento ausgeliehen. Anfang der 1990er Jahre wurden alle Triebwagen außer Dienst gestellt.